# Mangelia cesta
Mangelia cesta är en snäckart som beskrevs av Dall 1919. Mangelia cesta ingår i släktet Mangelia och familjen kägelsnäckor. Inga underarter finns listade i Catalogue of Life.